# 류공권
류공권(柳公權, 1132년 ~ 1196년)은 고려의 문신이다. 자는 정평(正平)이며 본관은 문화(文化)이다.

## 생애
문화 류씨 시조 고려 통합삼한익찬벽상공신 대승(高麗 統合三韓翊贊壁上功臣 大丞) 류차달(柳車達)의 6세손이며, 부친은 소감 류총(柳寵)이다.
류공권의 선대는 류차달 - 류효금(柳孝金 ; 좌윤 左尹) - 류금환(柳金奐 ; 대장군중윤 大將軍中尹) - 류노일(柳盧一 ; 檢校大將軍 行散員) - 류보춘(柳寶春 ; 檢校少府少監) - 류총(柳寵 ; 검교소부소감 檢校少府少監) - 류공권(柳公權)으로 이어진다.
```
『증보문헌비고(增補文獻備考)』권(卷) 48, 제계고(帝系考) 9, 부록 씨족(附錄 氏族) 3, 문화류씨(文化柳氏)에 의하면 류차달은 월흑산(月黑山)의 장(長) 류보림(柳普林)의 아들로 원래 이름은 류해(柳海)였는데, 고려 태조(高麗 太祖)가 견훤(甄萱)을 정벌할 당시 수레(車) 1천량(一千輛)을 제작, 사고(私庫)를 털어 군량을 보급한 공으로「柳車達」이라는 이름을 받았다고 한다.
```

어려서부터 책 읽기를 좋아하여 다른 기예에는 관심을 두지 않았으며, 1155년(의종 9) 5월 어사중승 이공승(1099-1183 ; 문극겸의 예부시(과거 본시험) 좌주)이 주관한 국자시(國子試)에 합격하고, 1160년(의종 14) 김영부(金永夫)의 문하(門下)에서 을과(乙科)로 급제하였다.
```
당시 류공권과 함께 급제한, 동방(同榜)들은 최효저, 윤종양(1143-1188 ; 윤관의 손자인 윤인첨의 아들), 조영인(1133-1202 ; 조충의 아버지), 최선(1138-1209; 최유청의 아들) 등이다.
```

이듬해 청주목장서기(淸州牧掌書記)에 임명되어 3년 간 재임하다가 익양부녹사(翼陽府錄事)로 승진했고, 1170년(명종 즉위년) 명종(明宗)이 즉위하자 내시(內侍)가 되어 사문박사(四門博士)·직사관(直史館)에 임명되었다.
그 후 군기시(軍器寺)와 대부시(大府寺)의 주부(注簿), 합문지후(閤門祗候), 전중내급사(殿中內給事), 상의봉어(尙衣奉御), 호부원외랑(戶部員外郞), 공부(工部)와 병부(兵部)의 낭중(郎中)의 낭중을 지냈고, 1182년(명종 12) 국학직강(國學直講)을 겸했다.
이듬해 장작소감(將作少監)·사경(司經)으로 승진했다가 중윤(中允)·충사관수찬관(充史館修撰官)으로 옮겼고, 또 그 이듬해에는 군기감(軍器監)·동궁시강학사(東宮侍講學士)로 승진했다.
1186년(명종 16) 예빈경(禮賓卿)으로서 왕명을 받들고 만춘절(萬春節)을 하례하러 금에 사신으로 갔는데, 행동거지가 법도와 예의에 어긋나는 것이 없으므로 금나라 사람들이 그가 예법에 밝은 사람이라고 칭찬하였으며, 귀국한 후 왕이 그 사명을 욕되게 하지 않았음을 가상하게 여겨 이부시랑(吏部侍郞)으로 옮겼다가, 예빈경·우부승선(右副承宣)에 임명되었다.
1189년(명종 19) 5월 국자시를 주관하여 정수강(鄭守剛), 이규보(李奎報) 등을 선발했고, 이듬해 판대부사(判大府事)·우승선(右承宣)으로 승진했으며, 또 그 이듬해 국자감대사성(國子監大司成)이 더해지고 찬선대부(贊善大夫)를 겸하였다.
1192년(명종 22) 한림학사(翰林學士)에 임명되고 동지공거(同知貢擧)로서 과거를 주관했으며, 이듬해 좌산기상시(左散騎常侍)·지주사(知奏事)·지이부사(知吏部事)로 옮겼다.
1194년(명종 24) 올리는 건의가 왕의 뜻에 잘 맞아 도움 되는 바가 많았다 하여 동지추밀원사(同知樞密院事)·빈객(賓客)에 임명되고 재추의 반열에 들어갔으나, 이듬해 갑자기 풍질(風疾)이 들어 퇴직을 요청했다.
명종은 처음에는 그의 글재주를 아꼈으므로 “조정에 덕망이 높은 원로가 남아 있는 것은 사직의 복인데 경은 왜 빨리 물러나려 하는가?”라고 하며 보내지 않으려 했으나, 류공권이 3번이나 글을 올리니 그제야 사직을 허락했다.
또 그 이듬해 병이 들어 친족들이 약을 올렸으나, 류공권은 “죽고 사는 것은 운명이다.”라며 물리치고 약을 먹지 않았으며, 병이 위독해지자 왕이 특별히 정당문학(政堂文學)·참지정사(叅知政事)·판예부사(判禮部事)의 관직을 내렸다.
같은 해 1196년 7월 19일 65세로 졸하니 시호를 문간(文簡)이라 했다.
그리고 8월 13일 경신일에 왕경 개성부 송림군(王京 開城府 松林郡) 서산(西山) 남쪽 기슭에 장례지냈다.

## 평가
『고려사』는 류공권에 대해 그의 열전에서 이렇게 평했다.
| “ | 류공권은 청렴하고 공평했으며 관직에 있을 때 충실히 임무를 수행했다. | ” |

또한 초서(草書)와 예서(隸書)를 잘 썼다고 한다.

## 가족 관계
- 6대조 - 류차달(柳車達)[3] : 대승(大丞), 태조(太祖)의 공신, 문화 류씨 시조
  - 증조 - 류노일(柳盧―)[2] : 검교대장군(檢校大將軍)·행산원(行散員)
    - 조부 - 류보춘(柳寶春)[2] : 검교소부소감(檢校少府少監)
      - 아버지 - 류총(柳寵)[2] : 검교소부소감
      - 어머니 - 이씨(李氏)[2]
        - 부인 - 대부주부(大府注簿) 손각(孫珏)의 딸[2]
          - 장남 - 류언침(柳彦琛) : 추밀원사(樞密院使)·예부상서(禮部尙書)
          - 차남 - 류택(柳澤)[5] : 우복야(右僕射)·한림학사승지(翰林學士承旨)
            - 손자 - 류경(柳璥, 1211년 ~ 1289년) : 첨의중찬(僉議中贊)·수문전대학사(修文殿大學士)·감수국사·상장군(上將軍)·판전리사사(判典理司事)·세자사(世子師)·문정공(文正公)

          - 사위 : 윤위(尹威)[6] : 국자사업(國子司業) / 파평 윤씨 윤위는 윤관의 증손자(가계 : 윤관-윤언인-윤덕첨-윤위) / 윤위의 아들인 윤극민(류공권의 외손자)의 사위가 충렬왕 대 중찬을 지낸 공암 허씨 허공